# سبع عيون

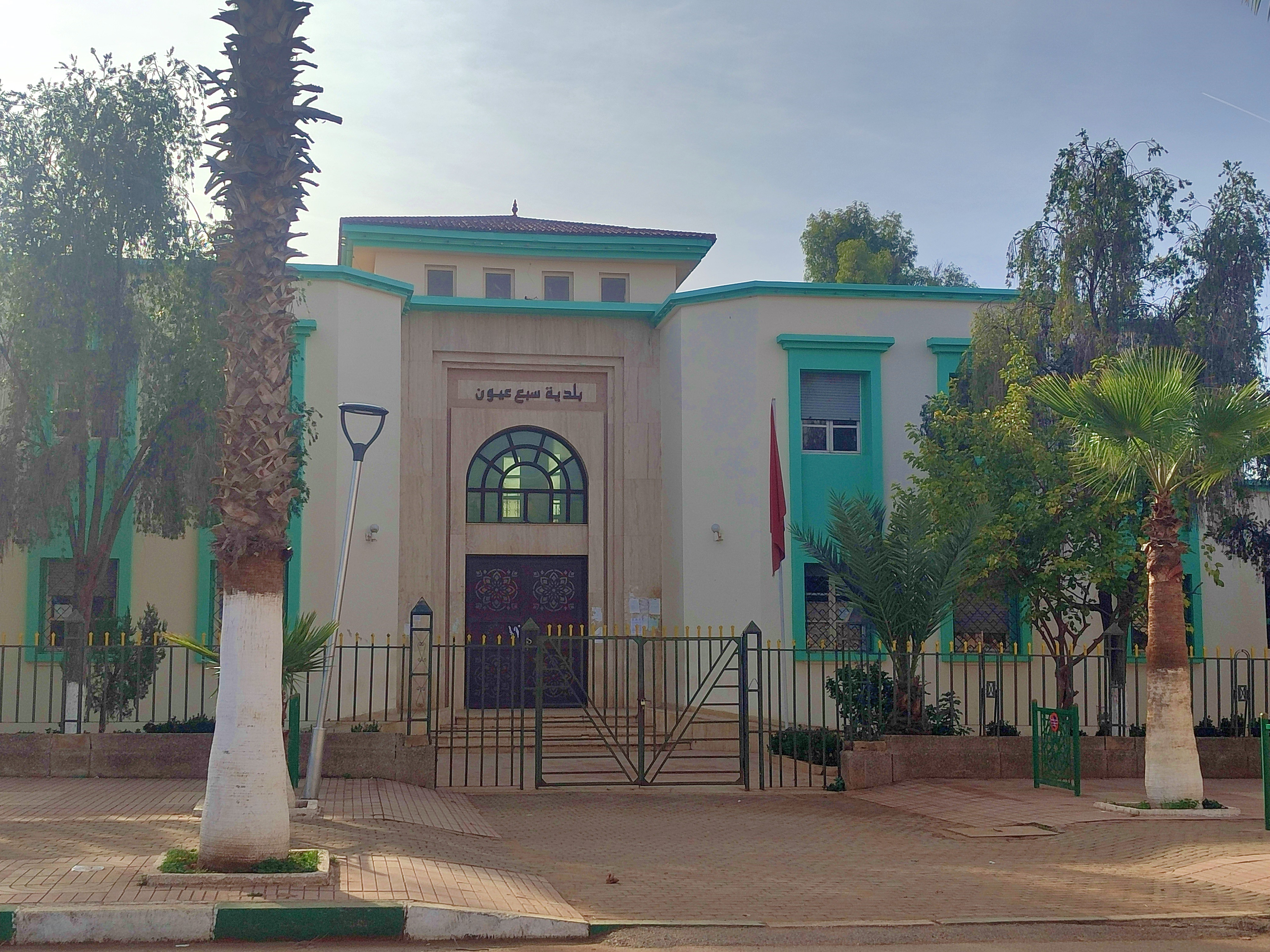
الجماعة الترابية سبع عيون

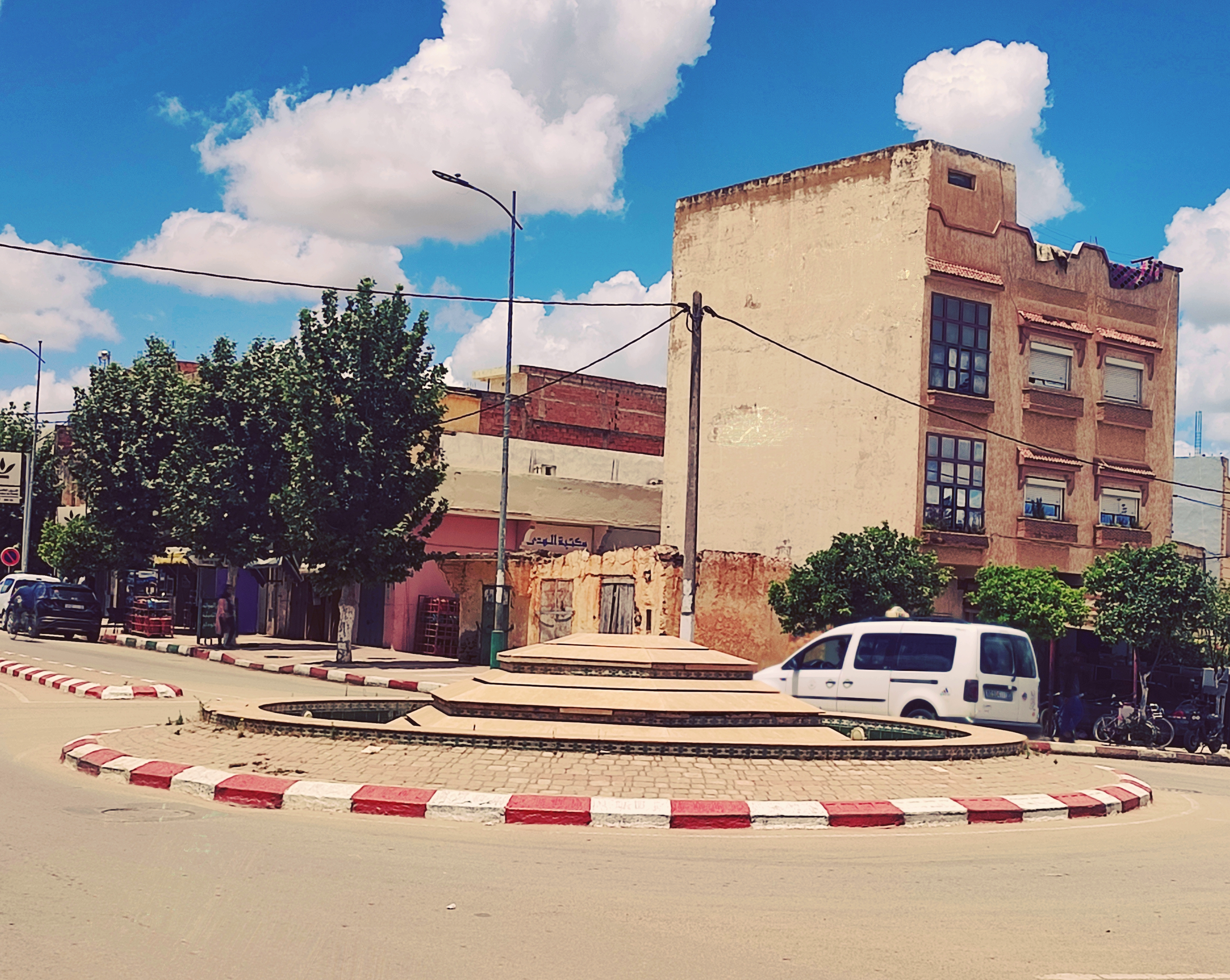
وسط مدينة سبع عيون

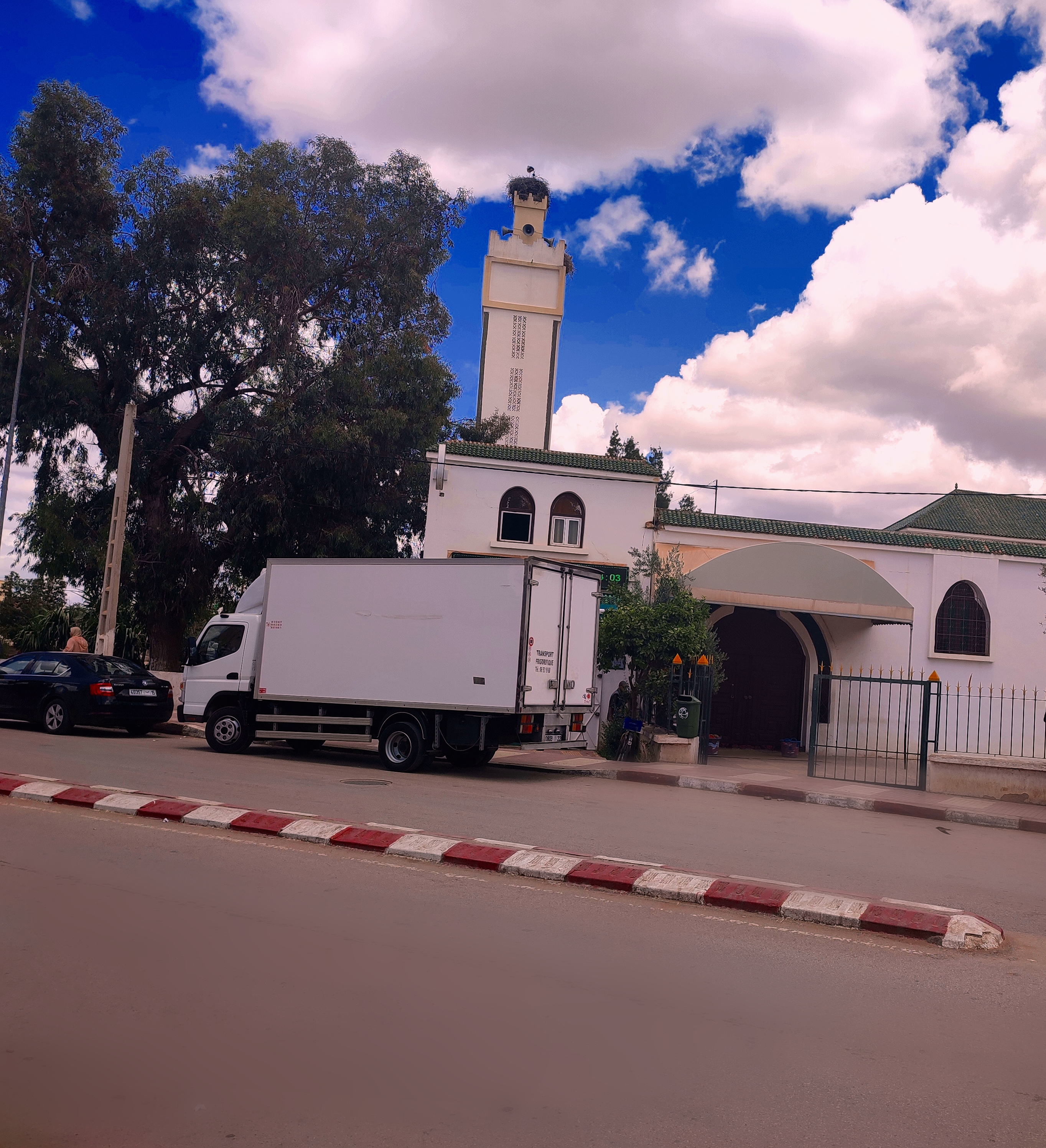
مسجد سعيد بن جبير مدينة سبع عيون

سبع عيون هي مدينة مغربية صغيرة وسط البلاد تقع بين فاس ومكناس. وتتبع مدينة سبع عيون ترابيا لإقليم الحاجب، وتضم 26.277 نسمة (حسب الإحصاء الرسمي 2014).

## التاريخ
ترجع تسمية هذه المدينة الصغيرة إلى منابع المياه المعدنية الكثيرة التي تحيط بحدودها الجغرافية، والتي من أهمها منبع «عين السلطان»، لأن العين في اللهجة المغربية تعني أيضا «منبع ماء».
تاريخيا، كانت مدينة سبع عيون مستقرا لقبيلة بني مطير و هي إحدى القبائل الأمازيغية و تنحدر من" آيت يدراسن" الذين كانوا بدورهم يشكلون قبل القرن الحادي عشر (11) الميلادي فرقة من "مسوفة" إحدى قبائل "صنهاجة اللثام" التي تضرب في عروض الصحراء الغربية جنوب "جبال درن".

## الاقتصاد
اقتصاديا، مع مجئ الاستعمار، كانت المدينة عبارة عن منطقة فلاحية يقطنها فلاحون يعملون في مزارع الكروم والحوامض وغيرها التي انشأها المستعمر الفرنسي نظرا لخصوبة تربتها وتوافر منابع المياه فيها حتى أضحت أهم منطقة لتصدير الحوامض والحبوب. وهو الأمر الذي يفسر تواجد أحد أهم معامل المصبرات «نوراسابقا.عائشة حاليا» بها وكذا محطة ثانوية للقطار.
ونظرا لميزاتها المناخية والطبيعية، ومع تزايد الهجرة الداخلية، تضاءل عدد السكان الأصلين مقارنة بتوافد عائلات ريفية وسوسية تتعاطى للتجارة والفلاحة وجدت في هذه المدينة الصغيرة مستقرا متميزا يغلب عليه الطابع الريفي.
إداريا، تتوفر المدينة على بلدية وباشوية ومركز للدرك الملكي ودار للشباب ودار الطالبة والمركز السوسيو تربوي للمرأة والطفل والنادي النسوي والمركز الصحي، بالإضافة إلى قباضة (تابعة للخزينة العامة) تم تجميد خدماتها ونقلها إلى مدينة عين تاوجظات. بالإضافة إلى المرافقة الإدارية،

## التعليم

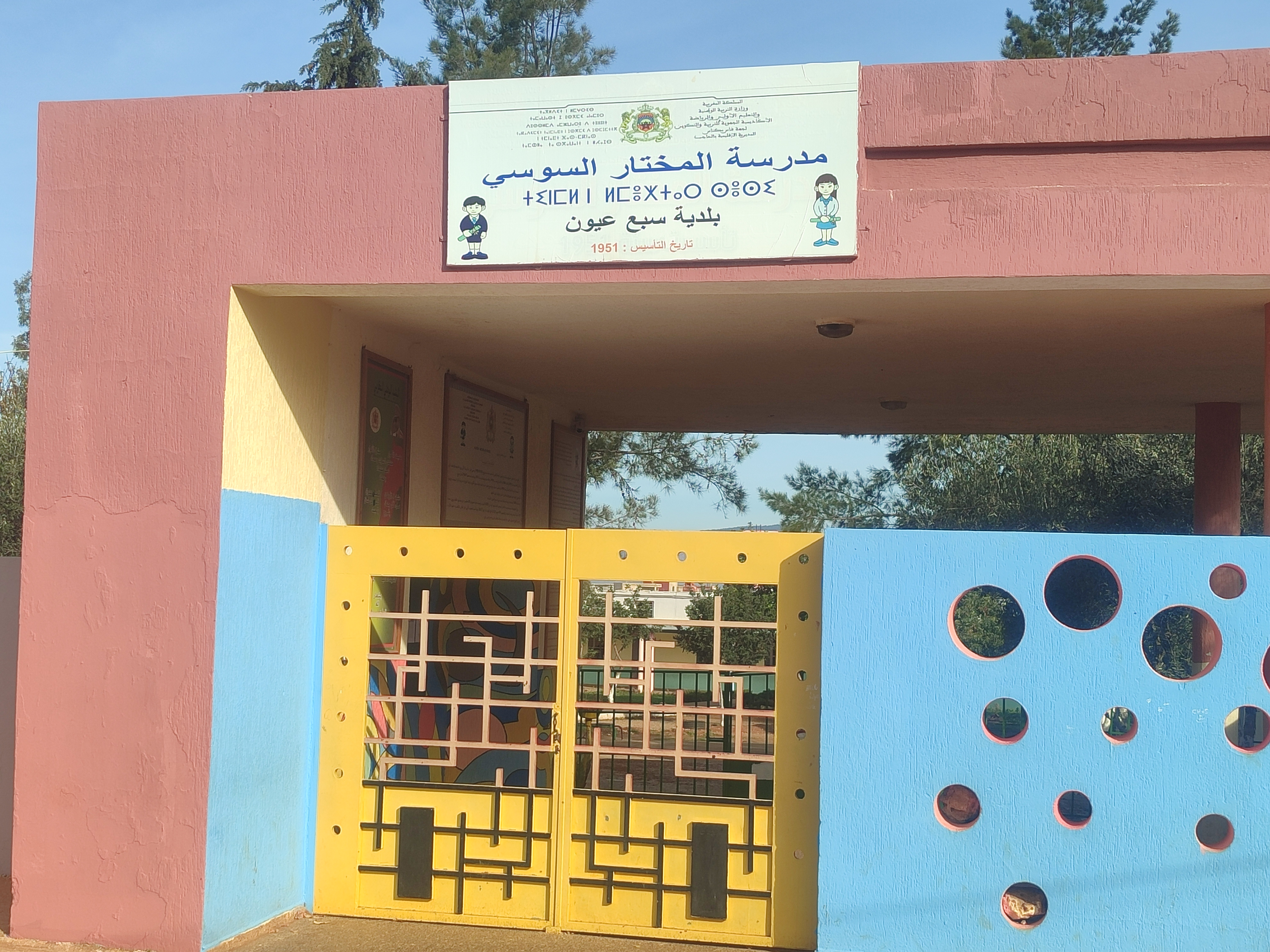
مدرسة المختار السوسي

تضم جماعة سبع عيون  مجموعة من  المدراس العمومية  بالسلك الابتدائي و هي:
- مدرسة المختار السوسي ، (والتي كانت تسمي بالمدرسة الأروبية سابقا)،
- مدرسة ابن طفيل ،وهي أقدم مدرسة بالإقليم
- مدرسة الزرقطوني
- مجموعة مدارس الدار البيضاء

مدرسة «براعم الغد» الخصوصية، مدرسة لدوي الخصوصية،
كما تضم  مؤسستين  للتعليم الثانوي الإعدادي   و هي:

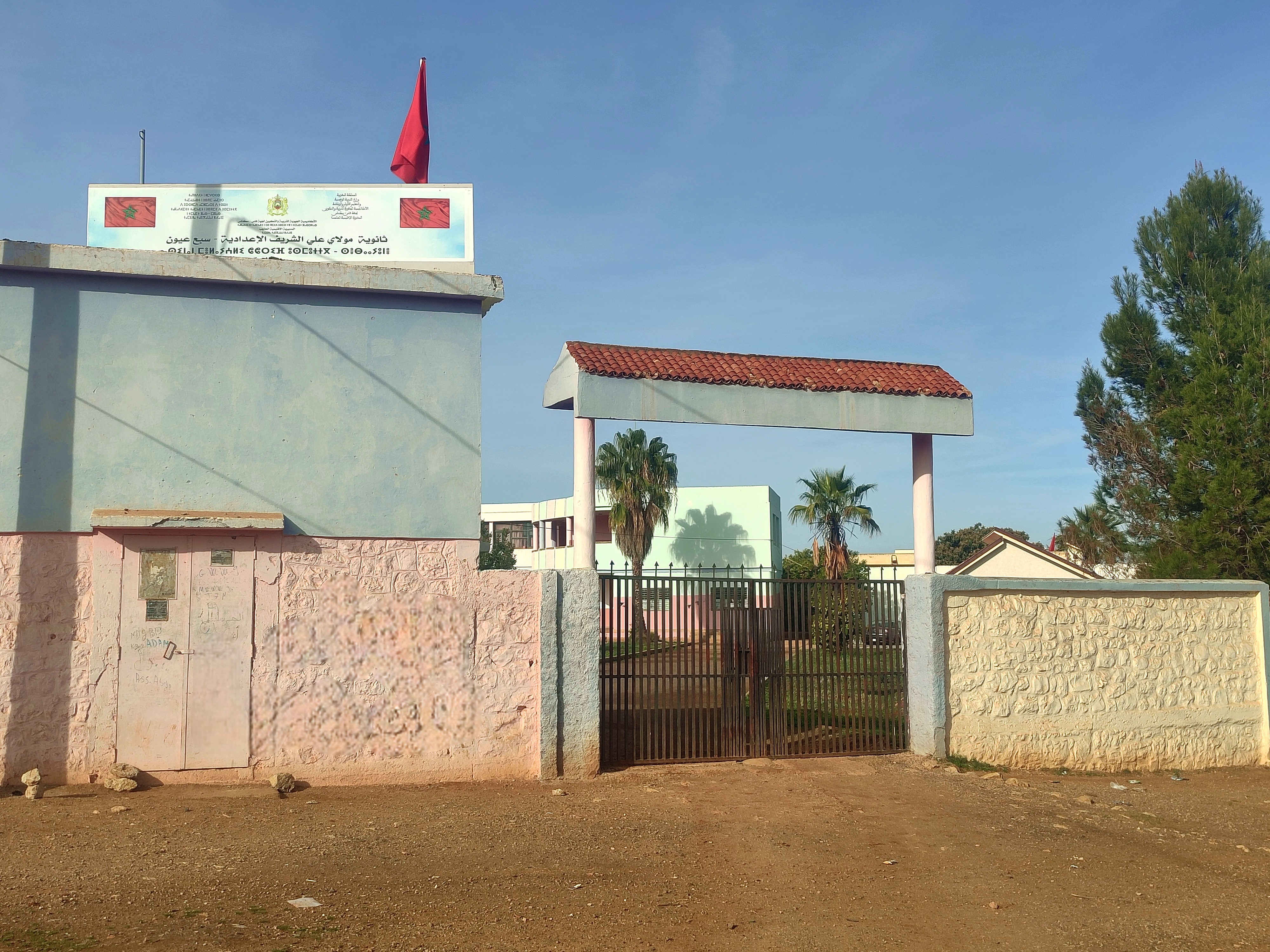
الثانوية الإعدادية مولاي علي الشريف

- الثانوية الإعدادية مولاي علي الشريف
- الثانوية الإعدادية ابن رشد

كما تضم  مؤسستين للتعليم الثانوي التأهيلي    و هي:
- الثانوية التأهيلية ابن سينا

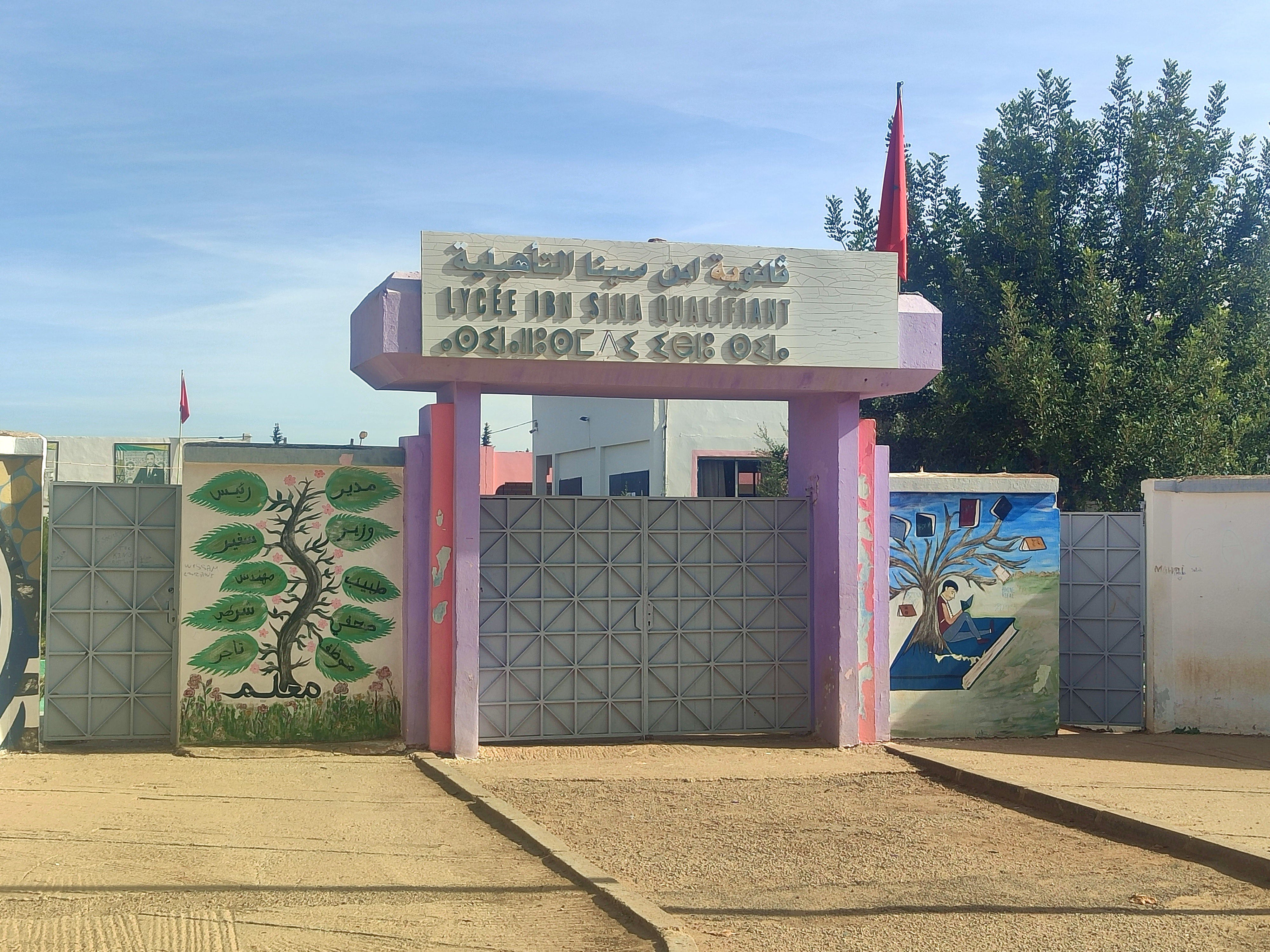
الثانوية التأهيلية ابن سينا

- الثانوية التأهيلية سبع عيون الجديدة

## مرافق أخرى
من بين المرافق التي لا زالت غير معروف مصيرها لحد الآن مركز الأمن الوطني. وتفتقر هاته المدينة لأبسط التجهيزات مما جعل تأخير انطلاقة العمل لمديرية الأمن الوطني الذي سيمكن المدينة وسكانها من الاستقرار النفسي لاسيما وأن الجريمة تتزايد بتزايد السكان. علما بأن لها سوق اسبوعي هائل.ومعمل للبازالت.ومعمل لصنع القنوات. ومعمل لصنع علف الدواجن والحيوانات. ومعمل لصناعة وتسويق الخمور الأكبر في المغرب بالتجاه أوروبا.مما يجعل الإقليم يزدهر بمداخيل مالية مهمة. وما ينقصه سوى التسيير الجيد والحكامة.والشفافية.وتحسين البنية التحتية التي تنعدم بهذا الإقليم.
ويوجد في نواحي سبع عيون دوار ايت داود الذي يتميز بالانهيار البركاني